# 國立澎湖高級海事水產職業學校

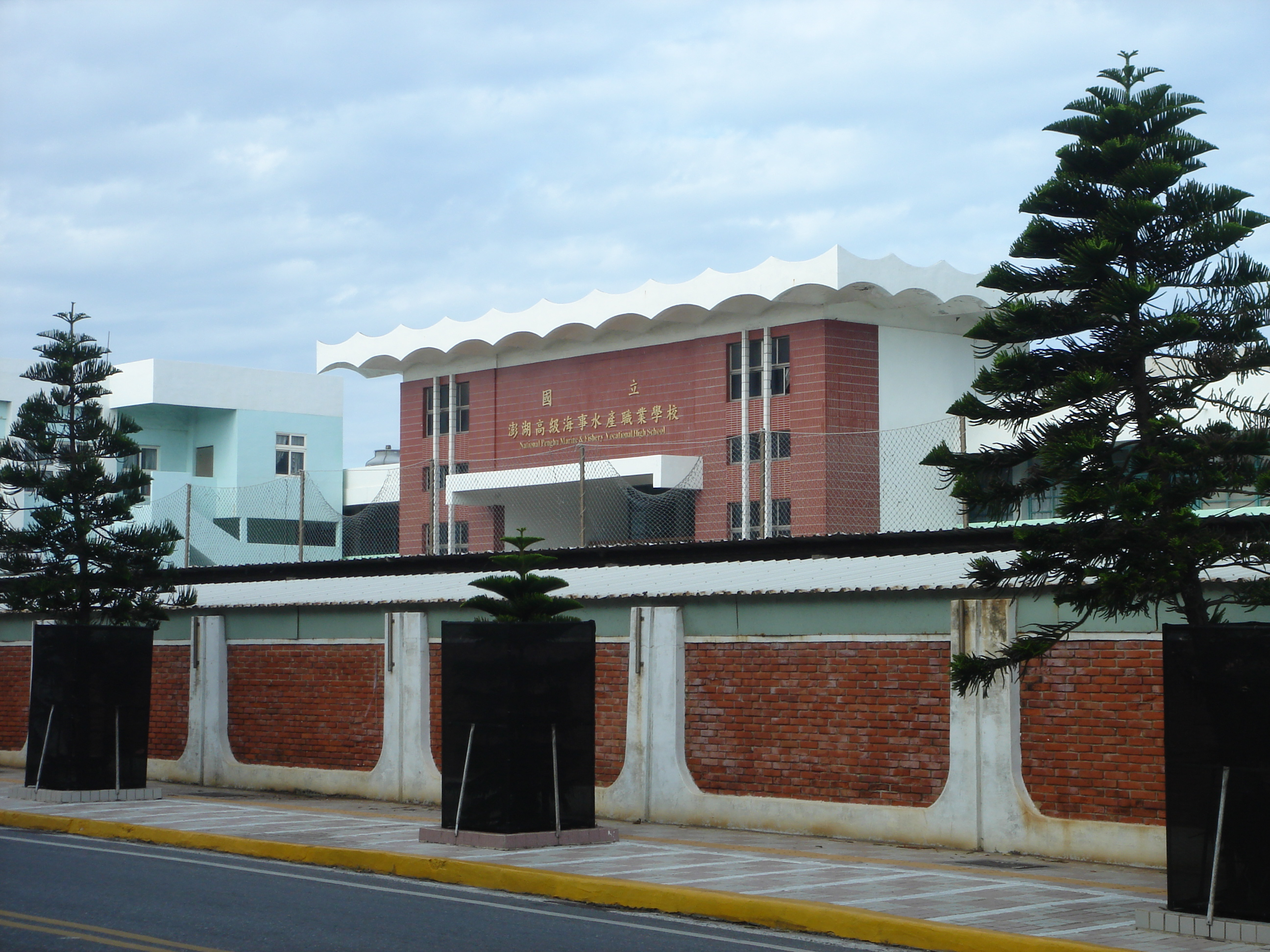
校舍

國立澎湖高級海事水產職業學校，簡稱澎湖海事或澎水，創建於日治時期大正11年（1922年），今位於臺灣省澎湖縣馬公市民族路，設有漁業、航海、輪機、水產食品、水產養殖、航運管理、餐飲管理、電子、資訊、汽車、等7群10科，另設有餐飲服務科及居家生活科(原綜合職能科)為澎湖縣境內唯二的高級中等學校。

## 校史
- 1922年5月24日創校，校名為「馬公街立馬公水產補習學校」，修業2年，借馬公第一公學校上課。
- 1923年正式遷入馬公啟明市場東側新建校舍上課。
- 1937年改名為「澎湖廳立澎湖水產專修學校」。
- 1938年遷入民族路現址新建平房校舍，修業年限改為3年。
- 1946年改名為「台灣省立澎湖初級水產職業學校」。[1]
- 1948年創辦高級漁撈科，旋將初創之漁撈科歸併於高雄水產學校。
- 1954年增設高級部。
- 1959年起接受美援，陸續擴建校舍並添購設備。
- 1970年起停辦初級部，校名改為「台灣省立澎湖高級水產職業學校」。
- 1972年奉臺灣省政府核撥專款，並由中華民國國防部撥用隔鄰軍營地，興建行政大樓。
- 1980年改名為「台灣省立澎湖高級海事水產職業學校」。
- 1993年起陸續增建莊敬樓及操場工程，並增設電子通信科。
- 1996年起完成大操場工程及多功能大型體育館，並陸續增設餐飲管理科、資訊科與汽車科。
- 2000年2月1日配合精省，改名為「國立澎湖高級海事水產職業學校」。

## 歷任校長
- 吳南（二戰後第一任）：1945年－1952年8月
- 范承修（第二任）：1952年8月－1965年7月
- 李星輝（第三任）：1965年7月－1974年8月
- 朱耀榮（代理）：1974年8月－1974年10月
- 李敏侯（第四任）：1974年10月－1977年2月
- 杜泗輝（第五任）：1977年2月－1982年8月
- 姜亞夫（第六任）：1982年8月－1992年8月
- 張朝造（第七任）：1992年8月－1992年12月
- 陳泗育（代理）：1992年12月－1993年2月
- 俞朝慶（第八任）：1993年2月－1996年8月
- 林亨華（第九任）：1996年8月－2003年2月
- 蕭文己（代理）：2003年2月－2003年8月
- 謝乾坤（第十任）：2003年8月－2010年8月
- 許德便 （第十一任）：2010年8月－2015年8月
- 謝旻淵（第十二任）：2015年8月－2022年8月
- 顏嘉禾（第十三任）:2022年8月-現任

## 白色恐怖
1950年（民國39年），原任澎湖省立初級水產職業學校英語教員鄭澤雄因在台灣師範就讀期間，參與中國共產黨台灣省工作委員會學生工作委員會的活動，因負責人蔡孝乾在中華民國政府拘留下變節、將曾經與會名單供出，鄭澤雄因此被軍警帶走，同年11月29日在台北馬場町槍決，得年僅25歲，蔡孝乾後來獲晉升成中華民國陸軍少將。

## 姊妹校
- 越南胡志明市：塔爾曼高中（Trường THPT Ernst Thälmann）

## 外部連結
- 國立澎湖高級海事水產職業學校官方網站（页面存档备份，存于）